# Alice de Lencquesaing
Alice de Lencquesaing   (14è districte de París, 11 d'agost de 1991) és una actriu francesa.

## Trajectòria
Alice de Lencquesaing és filla de la directora de fotografia Caroline Champetier i de l'actor i director de cinema Louis-Do de Lencquesaing.
Va debutar al cinema el 2008 a la pel·lícula L'hora d'estiu d'Olivier Assayas. El 2012 va protagonitzar Au galop dirigida pel seu pare i per la qual va ser nominada el 2013 al César a la millor actriu revelació. Més endavant, ha treballat en pel·lícules com ara Chocolat (2016), Corporate (2017), Cartes a Roxane (2019) i L'esdeveniment (2021).
És membre del Col·lectiu 50/50 que té com a objectiu promoure la igualtat de gènere i la diversitat sexual i de gènere al món del cinema i l'audiovisual.